# المزورون
المزورون (بالإنجليزية: The Counterfeiters)‏ (بالألمانية: Die Fälscher) هو فيلم نمساوي ألماني من إنتاج عام 2007، وهو من كتابة وإخراج ستيفان روتزفيتسكي. يضع الفيلم تصوراً خيالياً لعملية بيرنهارد، والتي كانت خطة سرية من ألمانيا النازية خلال الحرب العالمية الثانية لزعزعة اقتصاد المملكة المتحدة عن طريق ضخ جنيهات استرلينية مزورة في الاقتصاد البريطاني. يركز الفيلم على مزور يهودي يدعى سالومون «سالي» سوروفيتش والذي يجبر على المساعدة في العملية في معسكر اعتقال ساكسينهاوزين.
الفيلم مبني على مذكرات أدولف بورغر والذي كان عامل طباعة يهودي سلوفاكي ألقي القبض عليه في عام 1942 بسبب تزوير وثائق دينية لإنقاذ بعض اليهود من الترحيل، وأصبح نزيلاً في ساكسينهاوزين ليشارك في عملية بيرنهارد. تشاور روتزفيتسكي مع بورغر بشكل مكثف تقريباً خلال كل مراحل الكتابة والإنتاج. حاز الفيلم على جائزة الأوسكار لأفضل فيلم بلغة أجنبية في عام 2007 خلال مهرجان توزيع جوائز الأوسكار الثمانين.

## روابط خارجية
- المزورون على موقع IMDb (الإنجليزية)
- المزورون على موقع ميتاكريتيك (الإنجليزية)
- المزورون على موقع روتن توميتوز (الإنجليزية)
- المزورون على موقع نتفليكس (الإنجليزية)
- المزورون على موقع ألو سيني (الفرنسية)
- المزورون على موقع Turner Classic Movies (الإنجليزية)
- المزورون على موقع أول موفي (الإنجليزية)
- المزورون على موقع بوكس أوفيس موجو (الإنجليزية)
- المزورون على موقع فيلمافينيتي (الإسبانية)
- المزورون على موقع قاعدة بيانات الأفلام السويدية (السويدية)